# Герб Чернігівського району Приморського краю

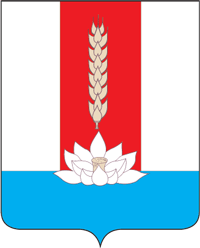
Герб Чернігівського району Приморського краю

Герб Чернігівського району Приморського краю (рос. Герб Черниговского района Приморского края) — один з державних символів Російської Федерації, Чернігівського району Приморського краю.

## Геральдичний опис герба
У червленому (червоному) стовпі срібного щита з лазуровий краєм — розкрита срібна квітка лотоса із золотою насінневою коробочкою і золотим хлібним колосом.

## Обґрунтування символіки герба
Червоний колір уособлює хоробрість, мужність, безстрашність жителів району, любов до Батьківщини і готовність пролити за неї кров. Срібна квітка лотоса — це і рослина, характерна для приханкайських земель Чернігівського району, і символ довголіття та воскресіння. Його сріблястий колір — символ шляхетності, правдивості, надії. Насіннева коробочка — символ родючості. Лазуровий край щита — водна гладь, на якій розквітає лотос, колір душевної чистоти і цнотливості. Золотий пшеничний колос символізує історично основний промисел району — хліборобство, золото в ньому — багатство і милосердя.